# 新都镇 (炉霍县)
新都镇，是中华人民共和国四川省甘孜藏族自治州炉霍县下辖的一个乡镇级行政单位。

## 行政区划
新都镇下辖以下地区：
第一社区、第二社区、第三社区、第四社区、益娘村、上街村、下街村、七湾村、查尔瓦村、昌龙村、芝加角村、格色村、新都一村、新都二村、新都三村、朱德村、色德村、秋日村、俄日村、德拉龙地村和加热村。

## 中国传统村落
2012年，七湾村被评为首批“中国传统村落”。